# 王縡
王縡（？—？），字莘锄，号德仔，江蘇無錫人，清朝政治人物、進士出身。弟弟王縯夫妇早逝，撫养侄女成人後将其嫁錢基博。
同治二年（1863年），順天府鄉試第二名，會試第三，殿試二甲第六十名，赐進士出身，改翰林院庶吉士。歷任戶部雲南司主事、吏部考功司员外郎、文选司郎中。此後再升都察院左都御史、吏部右侍郎。